# Лужники (спортивный городок)
Спортивный городок «Лужники» — многофункциональный стадион, расположенный в олимпийском комплексе «Лужники». Вмещает 1 872 зрителя на основной трибуне и 768 на дополнительных сборных. Являлся домашним стадионом для футбольных клубов «Торпедо», «Чертаново», «Красава» и ФШМ.
Домашний стадион регбийного клуба ЦСКА и Динамо-Москва
Стадион принимает матчи футбольных первенств первого и второго дивизионов. В спортивном городке проводился ВТБ Кубок Льва Яшина и финал Кубка России по футболу среди женщин 2020.

## История
Стадион был открыт в 1929 году под названием Центральный стадион химиков при заводе «Каучук». Первый стадион в стране с эллиптическими трибунами.
С 1932 года — стадион резино-химии им. IX съезда профсоюзов.
С середины 1940 годов по 1956 год — стадион спортивного общества «Трудовые резервы».
В 1957 году был реконструирован и стал называться Детский городок олимпийского комплекса «Лужники». С 1992 года — Спортивный городок олимпийского комплекса «Лужники».
В 1990-х годах на стадионе проводили свои матчи ряд московских команд различных лиг, несколько матчей сыграл здесь выступавший в высшей лиге «Асмарал», 9 ноября 1994 года прошёл матч 1/8 финала Кубка России между «Спартаком» и саратовским «Соколом».
Спортивный городок был реконструирован к Чемпионату мира по футболу 2018.
В 2019—2021 годах свои домашние матчи на стадионе проводил клуб ФНЛ «Чертаново». После вылета во второй дивизион летом 2021 года клуб с юга Москвы покинул СГ «Лужники».
В связи с реконструкцией стадиона им. Эдуарда Стрельцова в сезонах 2020/21 и 2021/22 на стадионе проводил свои домашние матчи в ФНЛ футбольный клуб «Торпедо».
В 2021 году на стадионе выступал также футбольный клуб «Красава».